# Söding-Sankt Johann
Söding-Sankt Johann ist seit Jahresbeginn 2015 eine Gemeinde mit 4324 Einwohnern (Stand 1. Jänner 2024) im Bezirk Voitsberg in der Steiermark.

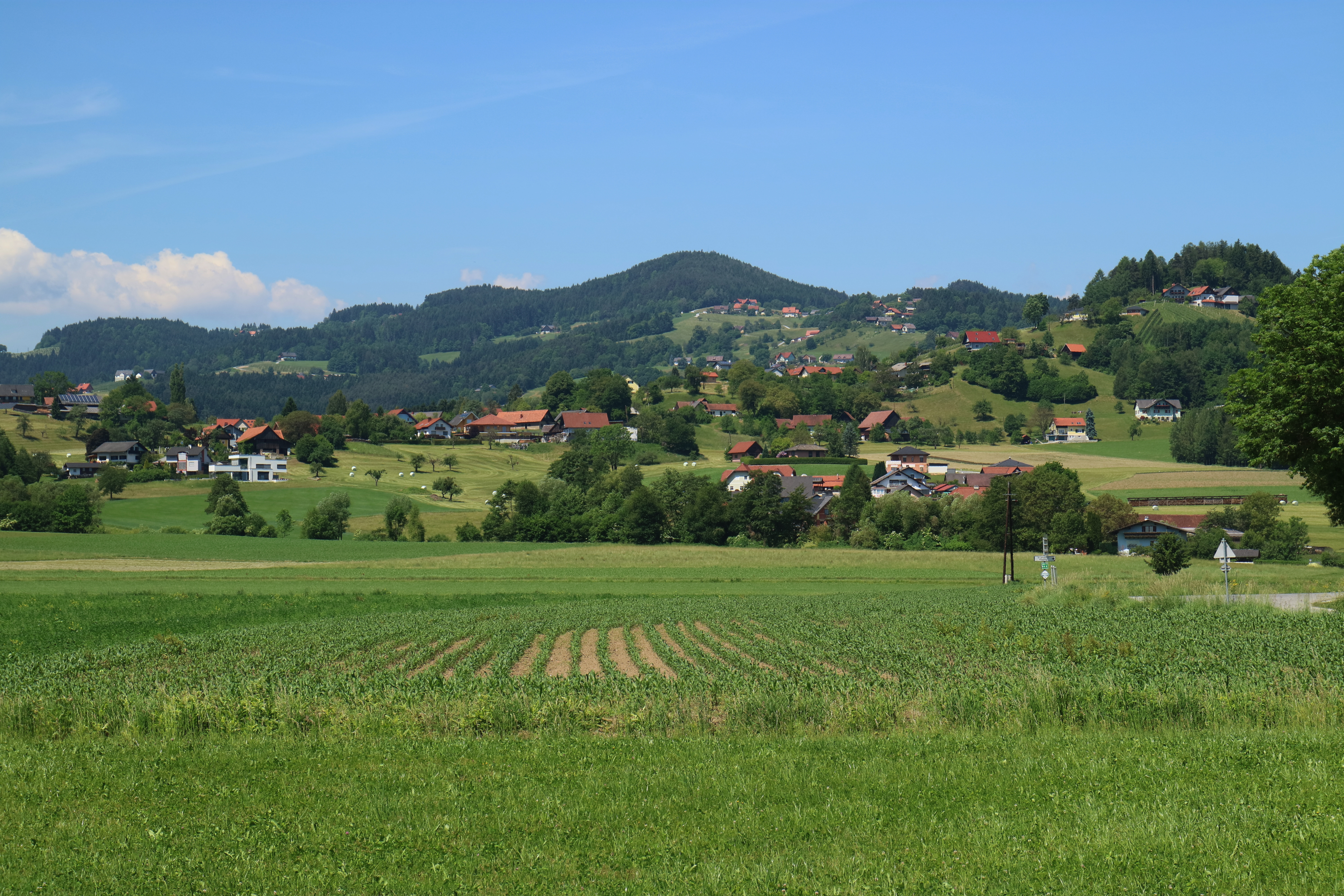
Blick von Hallersdorf zum Wartenstein

## Geografie
Söding-Sankt Johann liegt am Zusammenfluss des Södingbaches mit der Kainach in einer Höhe von 350 bis 400 Meter über dem Meer. Die Gemeinde hat eine Größe von rund zwanzig Quadratkilometer. Davon wird mehr als die Hälfte landwirtschaftlich genutzt, ein Viertel der Fläche ist bewaldet und auf vier Hektar wird Wein angebaut.

### Gemeindegliederung
Das Gemeindegebiet umfasst zehn Ortschaften (in Klammern Einwohnerzahl Stand 1. Jänner 2024):
- Großsöding (699)
- Hallersdorf (254)
- Hausdorf (125)
- Kleinsöding (1178)
- Köppling (511)
- Moosing (288)
- Muggauberg (219)
- Neudorf bei Sankt Johann ob Hohenburg (99)
- Pichling bei Mooskirchen (577)
- Sankt Johann ob Hohenburg (374)

Die Gemeinde besteht aus neun Katastralgemeinden (Fläche Stand 31. Dezember 2023):
- Großsöding (390,66 ha)
- Hallersdorf (203,32 ha)
- Hausdorf (235,88 ha)
- Kleinsöding (338,21 ha)
- Köppling (163,89 ha)
- Moosing (171,14 ha)
- Neudorf bei St. Johann (118,59 ha)
- Pichling bei Mooskirchen (184,18 ha)
- St. Johann ob Hohenburg (131,16 ha)

Daneben gibt es noch die heute nicht mehr namentlich erfasste Rotte Furth.

### Nachbargemeinden
Zwei der sechs Nachbargemeinden liegen im Bezirk Graz-Umgebung (GU).

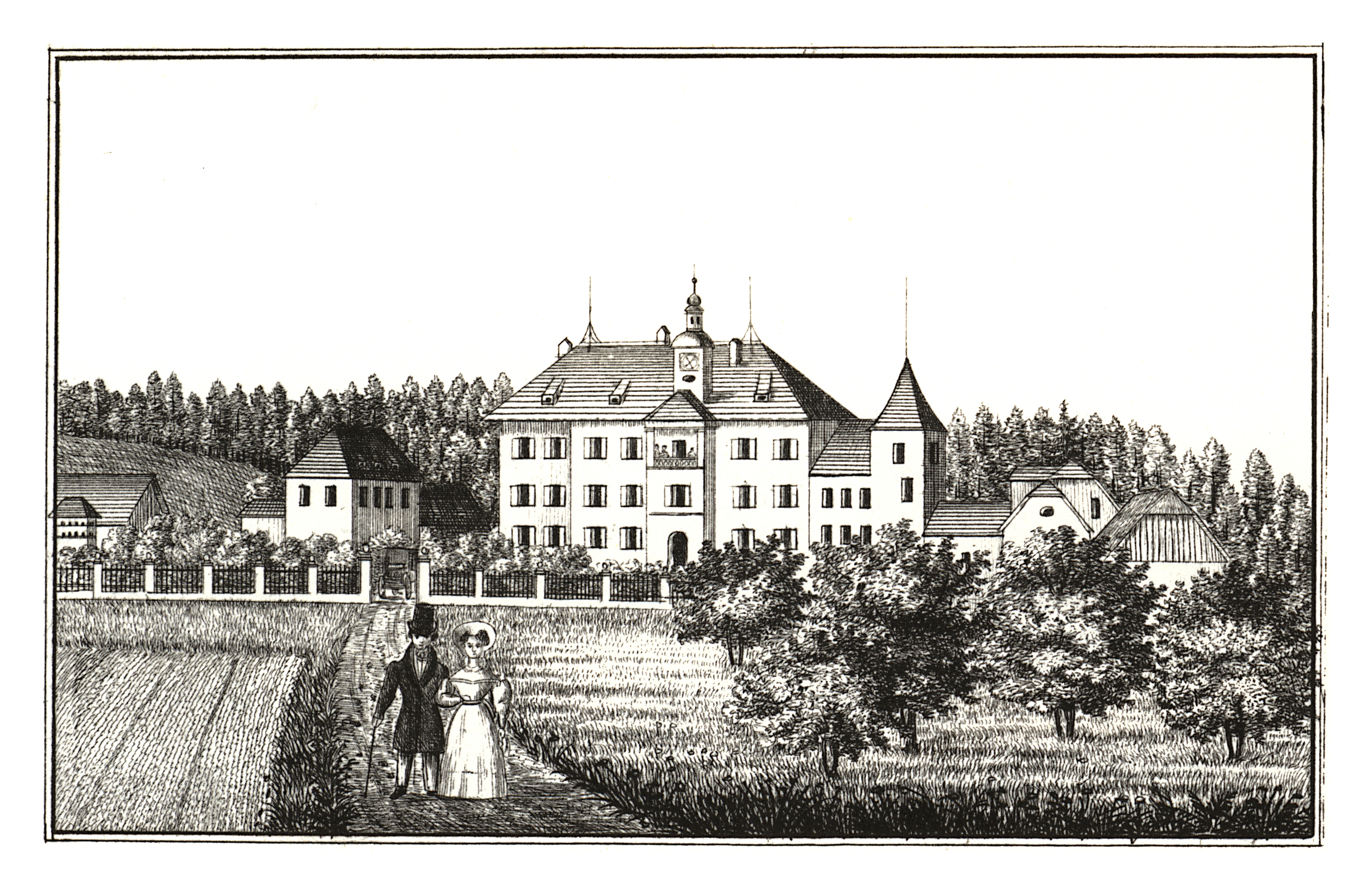
Schloss Groß-Söding, 1830

|                      | Stallhofen                                  | Hitzendorf (GU) |
| Krottendorf-Gaisfeld | Kompassrose, die auf Nachbargemeinden zeigt |                 |
| Ligist               | Mooskirchen                                 | Lieboch (GU)    |

## Geschichte
Das Gebiet der heutigen Gemeinde ist altes Siedlungsgebiet. Schon vor 2000 Jahren führte eine Straße von Graz durch das Kainachtal nach Knittelfeld. Funde zeigen, dass Römer hier lebten. Später wanderten Slawen ein, diese wurden von den Bajuwaren verdrängt.
Rodungen und Besiedlungen trieben vor allem die Stifte Lambrecht und Rein voran. Die erste urkundliche Erwähnung von Söding stammt aus dem Jahr 1292, wo ein magna Sedingen genannt wird. Der heutige Ortsteil Pichling wird erstmals in Urbaren des Stiftes Rein im Jahr 1395 als Puhelaren erwähnt.
Das 1478 erwähnte „Großsöding“ ist bereits mit dem heutigen Groß-Söding ident, wurde aber auch als Seding an der Münchzeil oder Subner Seding bezeichnet, da es dem Stift Suben gehörte. Im Jahr 1534 verkaufte das Stift seine Besitzungen an Wolfgang Staiger aus Graz, wodurch der Gutshof den Namen Staigerhof erhielt. Nach weiteren Besitzwechseln kaufte Johann Kaspar Kheller von Kellersperg die Güter. Er erweiterte den Gutshof, bekam die Gerichtsbarkeit für die Herrschaft Groß-Södung und baute 1687 die Schlosskapelle an. Dazu ließ er die Fresken von Egyde de Rye aus der Burgkapelle in Graz übertragen. Zu Beginn des 18. Jahrhunderts wurde das Schloss umgebaut und erhielt das heutige Aussehen. Im Jahr 1707 kam Klein-Södung nach Verschuldung des Eigentümers an Groß-Söding, 1777 auch das bis dahin eigenständige Pichl.
Nach der Bauernbefreiung 1848 entstanden die drei eigenständigen Gemeinden Pichl, Klein-Söding und Groß-Söding. Hundert Jahre später wurden Pichling und Klein-Söding zusammengezogen und 1958 wurde diese mit Groß-Söding zur Gemeinde „Söding“ vereint.
Die Gemeinde Söding-Sankt Johann entstand im Rahmen der Gemeindestrukturreform in der Steiermark aus den mit Ende 2014 aufgelösten Gemeinden Söding und Sankt Johann-Köppling.
Das Schloss, das mehr als 300 Jahre im Besitz der Familie Kellersperg war, kaufte 1967 die Familie Sparowitz. Bei Renovierungsarbeiten wurden in einem Saal Fresken freigelegt, die Musiker in Renaissancekleidung darstellen. In diesem Saal werden seit 1978 regelmäßig Schlosskonzerte abgehalten.

### Bevölkerungsentwicklung

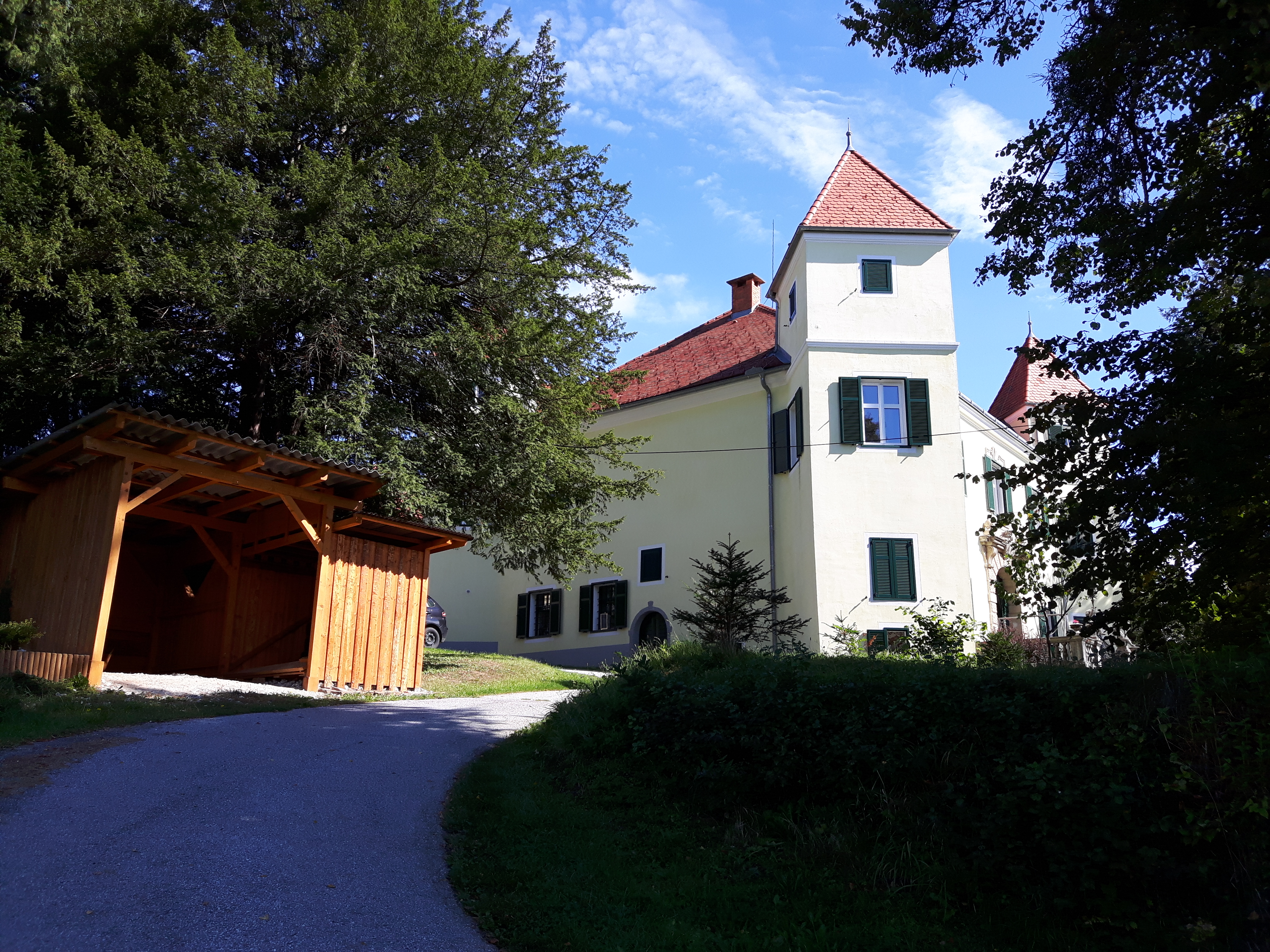
Schloss Hohenburg

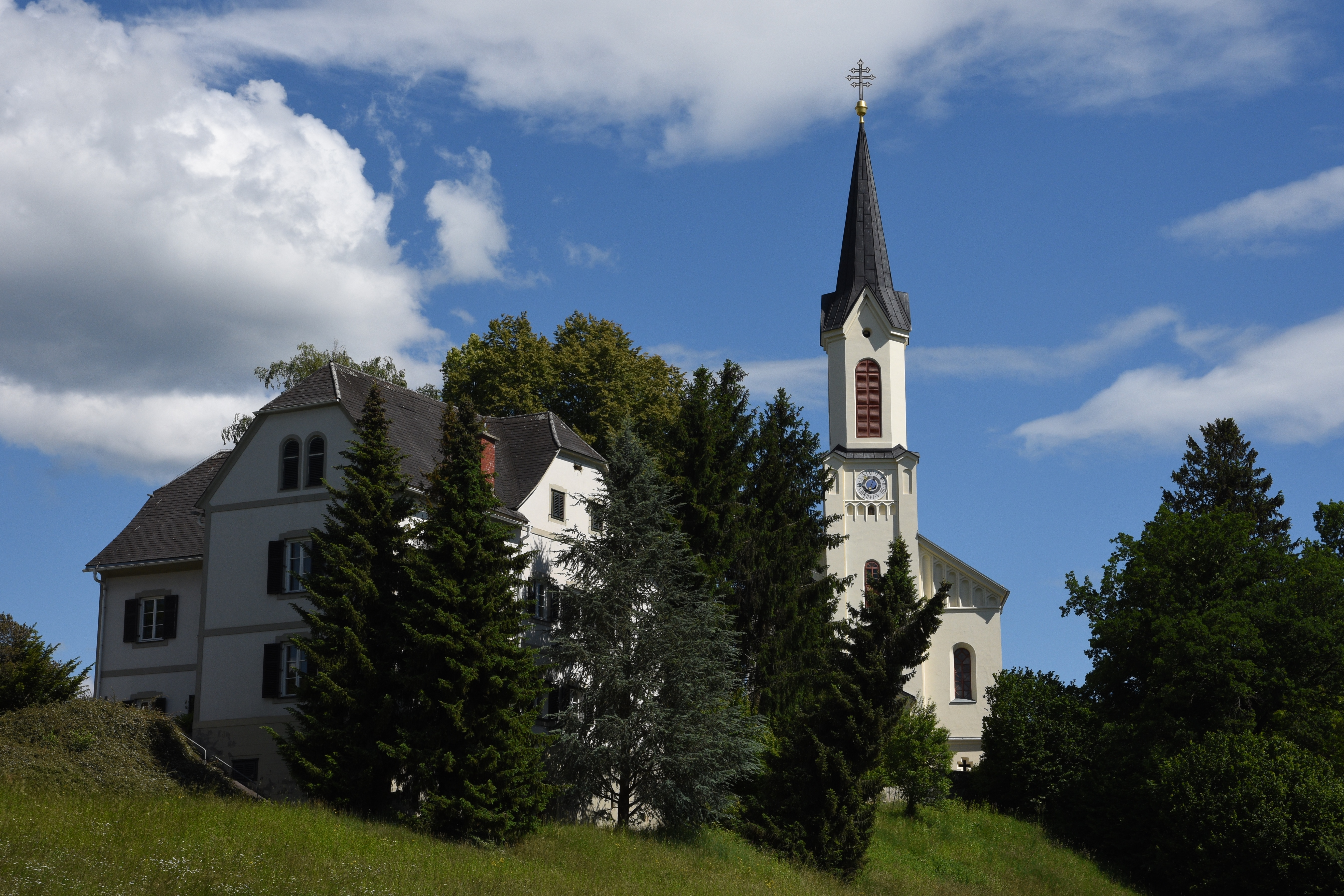
Pfarrkirche Sankt Johann mit Pfarrhof

| Söding-Sankt Johann: Einwohnerzahlen von 1869 bis 2024 | Söding-Sankt Johann: Einwohnerzahlen von 1869 bis 2024 | Söding-Sankt Johann: Einwohnerzahlen von 1869 bis 2024 | Söding-Sankt Johann: Einwohnerzahlen von 1869 bis 2024 | Söding-Sankt Johann: Einwohnerzahlen von 1869 bis 2024 |
| ------------------------------------------------------ | ------------------------------------------------------ | ------------------------------------------------------ | ------------------------------------------------------ | ------------------------------------------------------ |
| Jahr                                                   |                                                        |                                                        |                                                        | Einwohner                                              |
| 1869                                                   | 1869                                                   |                                                        | 1.845                                                  | 1.845                                                  |
| 1880                                                   | 1880                                                   |                                                        | 1.949                                                  | 1.949                                                  |
| 1890                                                   | 1890                                                   |                                                        | 1.894                                                  | 1.894                                                  |
| 1900                                                   | 1900                                                   |                                                        | 1.961                                                  | 1.961                                                  |
| 1910                                                   | 1910                                                   |                                                        | 1.923                                                  | 1.923                                                  |
| 1923                                                   | 1923                                                   |                                                        | 2.018                                                  | 2.018                                                  |
| 1934                                                   | 1934                                                   |                                                        | 2.099                                                  | 2.099                                                  |
| 1939                                                   | 1939                                                   |                                                        | 1.971                                                  | 1.971                                                  |
| 1951                                                   | 1951                                                   |                                                        | 2.208                                                  | 2.208                                                  |
| 1961                                                   | 1961                                                   |                                                        | 2.369                                                  | 2.369                                                  |
| 1971                                                   | 1971                                                   |                                                        | 2.726                                                  | 2.726                                                  |
| 1981                                                   | 1981                                                   |                                                        | 2.987                                                  | 2.987                                                  |
| 1991                                                   | 1991                                                   |                                                        | 3.279                                                  | 3.279                                                  |
| 2001                                                   | 2001                                                   |                                                        | 3.574                                                  | 3.574                                                  |
| 2011                                                   | 2011                                                   |                                                        | 3.955                                                  | 3.955                                                  |
| 2021                                                   | 2021                                                   |                                                        | 4.179                                                  | 4.179                                                  |
| 2024                                                   | 2024                                                   |                                                        | 4.324                                                  | 4.324                                                  |
| Quelle(n): Statistik Austria, Gebietsstand 1.1.2021    |                                                        |                                                        |                                                        |                                                        |

## Kultur und Sehenswürdigkeiten
- Schloss Groß-Söding
- Schloss Hohenburg
- Pfarrkirche Sankt Johann ob Hohenburg
- Filialkirche Kleinsöding hl. Sebastian, 1508 erbaut, 1562 um das heutige Kirchenschiff erweitert und 1676 barockisiert und eingewölbt.[4]

## Wirtschaft und Infrastruktur
In den Jahren 2000 bis 2011 nahm die Zahl der landwirtschaftlichen Betriebe ab, die der Dienstleistungsbetriebe stieg stark an. Im Produktionssektor arbeiteten mehr als siebzig Prozent der Erwerbstätigen in der Bauwirtschaft. Die größten Arbeitgeber im Dienstleistungssektor waren die Bereiche soziale und öffentliche Dienste (242) und Handel (166).
| Wirtschaftssektor            | Anzahl Betriebe | Anzahl Betriebe | Erwerbstätige | Erwerbstätige |
| Wirtschaftssektor            | 2011            | 2001            | 2011          | 2001          |
| ---------------------------- | --------------- | --------------- | ------------- | ------------- |
| Land- und Forstwirtschaft 1) | 150             | 201             | 062           | 064           |
| Produktion                   | 035             | 021             | 329           | 206           |
| Dienstleistung               | 188             | 109             | 627           | 479           |

1) Betriebe mit Fläche in den Jahren 2010 und 1999

### Arbeitsmarkt, Pendeln
Im Jahr 2011 lebten 1941 Erwerbstätige in Söding-Sankt Johann. Davon arbeiteten 345 in der Gemeinde, mehr als achtzig Prozent pendelten aus.

### Sicherheit
Im Ort Söding ist eine Polizeiinspektion des Bezirkspolizeikommandos Voitsberg etabliert. Sie ist für die Gemeinden Söding-Sankt Johann und Mooskirchen örtlich zuständig.

### Verkehr
- Zug: Mit dem Bahnhof Söding-Mooskirchen hat die Gemeinde auf der Köflacherbahn eine Schnellbahnverbindung nach Graz.[11]
- Straße: Quer durch das Gemeindegebiet verläuft die Packer Straße B 70 mit einer Direktanbindung zur Süd Autobahn A 2.

## Politik

### Gemeinderat
Nach den Gemeinderatswahlen in der Steiermark 2020 hat der Gemeinderat mit 21 Mitgliedern folgende Verteilung:
- 14 ÖVP
- 4 SPÖ
- 2 GRÜNE[12]
- 1 FPÖ

### Bürgermeister
- seit 2015 Erwin Dirnberger (ÖVP)[13]

### Wappen

Wappen der Vorgängergemeinden
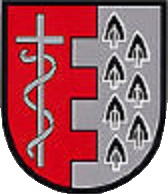
Sankt Johann-Köppling
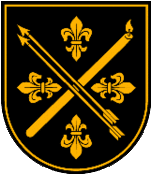
Söding

Mit der Fusion der zwei Gemeinden verloren die Wappen ihre offizielle Gültigkeit.
Ein neues Gemeindewappen für die Fusionsgemeinde wurde von der Steiermärkischen Landesregierung mit Wirkung vom 30. Juni 2021 verliehen.
Die Blasonierung lautet:
„In rotem Schild pfahlweise ein silberner Kreuzstab, um den sich ein Spruchband schlingt, unterlegt von zwei mit einer goldenen brennenden Kerze schräg gekreuzten goldenen Pfeilen, balkenweise beseitet von je drei silbernen Getreidehalmen, von denen jeweils die äußeren gekrümmt sind.“
Damit hat das neue Wappen Elemente aus beiden Vorgängergemeinden vereint.